# John le Rouge
 (novembre 2013).
Cet article concerne le personnage de la série Mentalist. Pour l'épisode de la série Mentalist, voir John le Rouge (épisode).
John le Rouge est un personnage de fiction, tueur en série et antagoniste principal de la série télévisée américaine Mentalist. Il est interprété par l'acteur Xander Berkeley et doublé en version française par Stefan Godin.
Il a tué la femme et la fille de Patrick Jane (interprété par Simon Baker), le héros. Il est activement recherché par ce dernier et son identité demeure un mystère jusqu'à l'épisode 8 de la sixième saison, qui le révèle comme étant Thomas McAllister, shérif du comté de Napa et apparu en tant que tel dans quelques épisodes, dans l'univers de la série.

## Biographie fictive et traque par Patrick Jane

### Dans les cinq premières saisons
John le Rouge (Red John en version originale) est l'antagoniste principal de la série Mentalist. C'est un tueur en série ayant commis plus de vingt-huit meurtres, dont celui de la femme et la fille de Patrick Jane (personnage principal de la série) un an avant ses débuts au California Bureau of Investigation (CBI). (Il est mentionné dans le 100e épisode de la série, S5E5,  qui se déroule 1 an après le meurtre de sa famille et Jane est engagé à la fin de cet épisode et donc 5 ans avant le début de la série).
Excellent manipulateur et sociopathe, comme le décrit Patrick Jane, il possède des complices sous ses ordres et également des agents au sein des forces de l'ordre. Pour Jane, ses complices ne sont que des outils que John le Rouge utilise pour servir ses intérêts à ses fins.  
Ancien fermier dans la ferme d'Elliston dans le groupe Visualize, il tua ses patrons qu'il considérait comme de vrais tyrans. Ayant fui la ferme et le groupe religieux Visualize dont il faisait partie, il commence sa carrière du crime en recrutant Orville Tanner pour en faire son premier complice. Ils tuent ensemble une femme et Orville Tanner se fait jeter en prison à la place de John le Rouge. Celui-ci a été placé en prison avec Jared Renfrew auquel il a raconté sa carrière du crime et les méthodes qu'il utilisait avec John le Rouge. 
Mais le tueur en série continue à tuer cinq femmes en se faisant appeler le Smiley Face Killer, sans doute inspiré par le tueur en série réel Keith Jesperson. En 2004, il recrute Michael Kirkland, le frère de Bob Kirkland, comme complice en lui demandant de commettre des crimes à sa place. John le Rouge le trouve incompétent et le tue. C'est à partir de ce jour que Bob Kirkland a juré de venger son frère en tuant John le Rouge. 
Pendant les 5 années suivantes, il fonde l'Association Blake, une organisation criminelle dont tous les membres sont des agents des forces de l'ordre qui ont commis un crime ou un acte qui pourrait les conduire en prison. Cette organisation est nommée en l'honneur du poète William Blake car John le Rouge est un de ses admirateurs. C'est également à travers ce réseau que le tueur en série recrute des complices et des sous-fifres pour servir ses intérêts personnels. 
Le soir où Jane contrarie le tueur en se moquant de son apparence, John le Rouge tue sa femme et sa fille. C'est ainsi que Patrick rejoint le CBI pour traquer et tuer John le Rouge afin de venger la mort de sa famille. Il s'amuse avec Patrick en envoyant des complices pour le tuer. Ainsi, des années après, John le Rouge possède des contacts et agents dans le FBI et le CBI. Il a aussi sous ses ordres des apprentis tueurs ou des assassins. À la fin de la première saison, l'équipe et Patrick découvrent Rosalind Harker qui est la petite amie aveugle de John le Rouge. Elle le décrit ne mesurant pas plus d'1 mètre 80, a les cheveux courts et raides, a une voix douce et n'est pas trop musclé ni trop mou. Il lui sauve la vie à la fin de la deuxième saison mais il lui récite le poème Tigre de William Blake. À la fin de la troisième saison, Jane tue un homme se disant être ce dernier, en lui tirant dessus dans un centre commercial. Mais ce n'était qu'un complice du nom de Timothy Carter, juste un pantin de John le Rouge. Lors de la quatrième saison, ils découvrent que le vrai John le Rouge est toujours vivant et qu'il continue à faire son travail avec ses disciples. À la fin de cette même saison, il veut faire de Jane un des siens mais Jane organise un piège, que John le Rouge évitera.
Dans la cinquième saison, Jane dresse une liste de sept suspects pouvant être John le Rouge grâce aux paroles de Lorelei Martins, qui lui avait indiqué qu'ils s'étaient serré la main par le passé, s'étonnant qu'entre manipulateurs, John et Patrick ne soient pas alors devenus amis. À la fin de cette même saison, le tueur en série fait comprendre à Jane qu'il a changé les règles et qu'il est au courant de sa liste de suspects :  
1. Bret Stiles
2. Gale Bertram
3. Raymond « Ray » Haffner
4. Reede Smith
5. Robert « Bob » Kirkland
6. le shérif Thomas McAllister
7. Brett Partridge

Il lui dit aussi qu'il tuera tous les bons souvenirs de Jane jusqu'à ce qu'un des deux attrape l'autre.

### Sixième saison

#### Les six premiers épisodes
Lors du premier épisode de la sixième saison, diffusé le 29 septembre 2013, Lisbon et Van Pelt décident de placer à distance un traqueur sur les téléphones portables de l'ensemble des sept suspects pouvant être John le Rouge afin de suivre leurs déplacements, suscitant la vive désapprobation de Jane qui craint que John le Rouge, un être ayant maintes fois prouvé son intelligence, ne s'en rende compte et retourne la situation à son profit. À la suite d'une dispute à ce sujet, Lisbon, furieuse, laisse Jane en plan sur le lieu de leur enquête du moment, l'obligeant à rentrer par ses propres moyens et refusant ensuite de répondre à ses appels téléphoniques. Alors qu'elle est de retour à son poste de travail, Lisbon reçoit un appel d'urgence indiquant qu'elle doit vite se rendre à une adresse précise de Sacramento, un meurtre risquant d'y être commis. Consultant l'ordinateur indiquant en temps réel la position des divers suspects, elle constate à son immense surprise que Brett Partridge se trouve justement à cette adresse et s'y rend immédiatement. La maison est étrangement remplie d'un certain nombre de pigeons, mais semble vide. Elle trouve finalement Brett Partridge dans un placard, ensanglanté et agonisant. Celui-ci murmure « Tiger Tiger », les premiers vers de Tigre, un poème de William Blake jadis récité par John le Rouge à Jane (dans le dernier épisode de la deuxième saison), avant de rendre le dernier soupir. Lisbon appelle les secours et des renforts, puis poursuit sa découverte de la maison. Alors que son attention semble focalisée sur un point indéterminé, elle est soudain happée par derrière. La scène suivante montre Jane arrivant enfin au CBI, demandant à l'agent Ron, qui l'ignore, où se trouve Lisbon. Son téléphone sonne, le nom de Lisbon s'y affiche. Soulagé, Jane s'écrie : « Lisbon, enfin ! ». Mais c'est l'étrange voix, déjà entendue à trois reprises au cours des saisons précédentes, de John le Rouge qui lui répond : « Je suis désolé, Patrick. Teresa ne peut répondre au téléphone pour le moment. Dois-je lui laisser un message ? », tandis qu'une main droite gantée de noir est montrée en train de peindre le fameux smiley de John le Rouge sur le visage inanimé de Lisbon inconsciente. Brett Partridge mort, il n'y a dès lors plus que six noms sur la liste de Patrick Jane. 
Le début du deuxième épisode montre un Patrick Jane affolé arriver sur les lieux de la mort de Partridge. Le directeur du CBI, Gale Bertram (un des potentiels John le Rouge), arrive au même moment. Le corps de Brett Partridge est évacué. Lisbon est toujours vivante, simplement victime d'un Taser et hospitalisée. Plus tard, Gale Bertram vient voir Jane et son équipe au CBI : il exige des explications sur ce qui s'est passé et pourquoi Lisbon s'est rendue seule sur une affaire délicate. Lorsque le Mentaliste lui répond qu'il s'agit de John le Rouge, Bertram rétorque : « Je veux être tenu au courant. Je vous l'ai déjà dit, le jour où vous attraperez John le Rouge, je serai là ». Ray Haffner, un autre suspect, se rend à l'hôpital pour prendre des nouvelles de Lisbon, qui ne peut cacher sa nervosité. Haffner est lui très détendu, et repart en sifflant une mélodie. Lisbon préfère quitter l'hôpital pour revenir travailler. Elle ordonne à Van Pelt de cesser la surveillance des téléphones portables. Jetant un dernier regard à l'ordinateur où sont suivis les suspects, elle repère une chose étonnante : trois d'entre eux, Gale Bertram, le shérif Thomas McAllister et Reede Smith, sont réunis ensemble dans le bureau du directeur du CBI. Pendant ce temps, Patrick Jane découvre que John le Rouge avait réussi à en savoir énormément sur lui en se faisant passer pour un patient auprès de sa psychologue Sophie Miller, sous le pseudonyme de « Jay Roth ». Il le comprend trop tard et découvre Sophie Miller morte chez elle, tuée par John le Rouge, sa tête mise dans un four, le tueur en série ayant laissé un message à Jane indiquant que « le dîner est dans le four ». Alerté par Lisbon du conciliabule entre trois des suspects, il fait irruption dans le bureau de Bertram qui lui reproche avec agacement d'interrompre grossièrement une importante réunion sur la mise au point d'un dispositif de lutte anti-drogues dans le comté de Napa (celui du shérif McAllister), pendant que McAllister et Smith lui serrent amicalement la main. Il les informe tous trois du violent meurtre de Sophie Miller, avec tous les détails, et bluffe en précisant que « cette fois, John le Rouge a commis une terrible erreur » puis scrute leurs réactions : Bertram demeure impassible et silencieux, McAllister, apparemment écœuré par les précisions sordides, s'écrit « Mon Dieu », Smith demande quelle erreur John le Rouge aurait faite mais n'obtient aucune réponse. Une fois le Mentaliste parti, le shérif demande à la cantonade « ce que signifie ce cinéma » ; les deux autres l'ignorent, Smith sommant Bertram de découvrir ce que Jane sait véritablement. En réalité, John le Rouge a finalement commis une erreur : il a emporté avec lui les notes manuscrites que Sophie Miller avait prises à propos de « Jay Roth », mais pas l'enregistrement oral de ces notes, ignorant que la psychologue avait pour habitude d'enregistrer ses lectures. Jane, qui la connaissait depuis longtemps, le savait et retrouve l'enregistrement sonore. Sophie Miller y décrit John le Rouge comme étant un homme d'âge moyen, en bonne forme physique, sûr de lui, entouré de beaucoup d'amis, excellent siffleur, mais ayant visiblement développé des phobies : la psychologue estime qu'il est probablement acrophobe (peur de la hauteur), et souffre possiblement d'autres phobies.
Dans le troisième épisode, Jane et Lisbon décident de s'emparer d'une petite affaire de meurtre à la campagne, relevant en théorie de la police locale. Motif véritable : l'assassinat a eu lieu dans le comté de Napa, et c'est donc le shérif Thomas McAllister qui est chargé de l'enquête. Jane profite donc de l'occasion pour attentivement observer l'un des potentiels John le Rouge. À deux reprises, Lisbon, très entreprenante, tente de mettre McAllister dans une situation où il doit affronter la hauteur. Les deux fois, le shérif se dérobe avec des prétextes plutôt douteux, et Lisbon en conclut qu'il est acrophobe, ce qui le place en bonne position pour être John le Rouge, vu l'indice crucial récolté à l'épisode précédent. Jane, pour sa part, demeure plus circonspect. Lors du final de l'épisode, Jane est pris en otage par le meurtrier de l'affaire sur laquelle il travaille avec son équipe et le shérif. Le coupable s'enfuit avec Jane, qu'il menace d'un révolver, et passe par le toit de l'église dans laquelle ils se trouvaient tous deux. Le Mentaliste glisse et se retrouve en fâcheuse posture. Alors que Jane voit la mort de près, le shérif Thomas McAllister surgit soudain à l'autre bout du toit, ayant grimpé par l'échelle de service. Il demande au meurtrier de lâcher son arme, puis l'exécute froidement d'un tir précis, celui-ci ayant essayé de faire feu. Sans manifester la moindre appréhension, McAllister parcourt ensuite le toit à grandes enjambées assurées, regarde sans faillir le corps du preneur d'otages deux dizaines de mètres plus bas, puis va sauver la vie de Jane en l'aidant à se hisser vers le clocher. Lisbon arrive alors, affolée, sur les lieux, mais Jane la rassure : « Il m'a sauvé la vie. Sur le toit ! », s'attirant pour réponse : « Tout le plaisir a été pour moi ». La cloche sonne, et une nuée de pigeons effrayés quittent alors le clocher, heurtant notamment le shérif McAllister qui crie puis explique qu'il « déteste les pigeons ».
Lors du quatrième épisode de la sixième saison, diffusé le 20 octobre 2013, plusieurs anciens meurtriers identifiés par Jane mais jamais condamnés, sont assassinés les uns après les autres. L'agent du FBI Reede Smith, l'un des suspects pour être John le Rouge, est chargé de l'enquête et soupçonne Patrick Jane d'être l'auteur de ces assassinats. Parallèlement, Smith est contacté par Bob Kirkland, un agent de la NSA et autre possible John le Rouge selon la liste élaborée par le Mentaliste, qui souhaite obtenir son aide. Il explique à l'agent du FBI que la NSA soupçonne l'existence d'une association secrète regroupant, en Californie, des policiers et magistrats corrompus. Il est chargé de démêler le vrai du faux à ce sujet, et sollicite la collaboration de Smith, précisant qu'il a besoin d'agents trop bas dans la hiérarchie, donc insoupçonnables. Le seul élément qu'il possède est que les membres de ce prétendu groupe s'identifieraient entre eux en prononçant « Tiger Tiger »…  Mis au courant de ces meurtres, Jane comprend que les victimes correspondent à une fausse liste de John le Rouge possibles qui lui avait été volée à la fin de la saison 5 par Bob Kirkland. Le Mentaliste est alors contacté par l'ancienne directrice du CBI, Madeleine Hightower. Cette dernière révèle à Jane que, comme son prédécesseur Virgil Minelli avant elle (ce que montrait déjà l'épisode 5 de la cinquième saison), elle a rendu régulièrement compte, et en toute illégalité, de l'avancée du dossier John le Rouge à la directrice du FBI, une amie de Kirkland qui lui transmettait ensuite les informations. Hightower précise que Kirkland enquête depuis longtemps sur John le Rouge et a longtemps soupçonné Jane d'être lui-même le tueur en série. Le Mentaliste part ensuite à la rencontre de Kirkland pour lui expliquer nonchalamment que la liste est fausse. Kirkland kidnappe alors Jane et lui révèle qu'il est bien l'assassin recherché des « faux » John le Rouge. Il précise à Jane qu'il avait un frère jumeau, Michael, jadis tué par John le Rouge et qu'il veut se venger. Il menace le Mentaliste de le torturer si la vraie liste de suspects ne lui est pas donnée. La seule réponse qu'il obtient est : « Je ne peux vous dire qu'un seul nom de cette liste : Bob Kirkland. Mais je viens à l'instant de l'enlever... ». Hightower et Lisbon pénètrent soudain dans les lieux, arrêtent Kirkland et délivrent Jane. Menotté dans la voiture qui doit le conduire en prison, Kirkland demande à Jane de venir le voir plus tard car il a des révélations importantes à lui faire. Mais alors qu'il est transféré dans un centre pénitentiaire, Reede Smith surgit en voiture et stoppe le convoi. Il vient à la rencontre de Kirkland et lui annonce qu'il avait raison : il y a bien une organisation secrète de policiers corrompus en Californie, et ajoute : « Mais vous faites erreur sur un point. Nous sommes beaucoup plus nombreux que vous le croyez. Il y a même des petits agents comme moi, par exemple... ». Smith force ensuite Kirkland à descendre du camion, lui demande de courir, s'empare du revolver du conducteur du fourgon et abat l'agent de la NSA de six balles dans le dos. Il essuie l'arme, la rend à son propriétaire, et lui soumet la version suivante : « Kirkland a essayé de s'évader, et vous n'avez pas eu le choix... ». L'autre acquiesce, reprend son revolver et dit simplement : « Tiger, Tiger ». Il n'y a dès lors plus que cinq noms sur la liste de Patrick Jane. 
Le cinquième épisode est focalisé sur l'agent (figurant sur la liste des suspects pouvant être John le Rouge) Raymond Haffner, qui a été employé par la secte Visualize pour enquêter sur la mort d'un de ses membres éminents. L'équipe du CBI de Jane et Lisbon est également sur l'affaire et travaille  de facto en collaboration avec Haffner, permettant à Jane d'évaluer celui-ci. Le Mentaliste déduit de cette rencontre prolongée que Haffner le déteste et contient difficilement sa rage en présence de Jane. Il est également précisé que Haffner est arachnophobe. Lisbon et Jane tentent de profiter du fait que l'enquête concerne Visualize pour essayer de rencontrer le dernier suspect dans le dossier John le Rouge : Bret Stiles, gourou de la secte. Mais son bras droit, Jason Cooper, refuse catégoriquement. Poussé dans ses retranchements par Lisbon, il finit par avouer avec inquiétude qu'en réalité il ne sait pas où Stiles se trouve… Son gourou se serait mystérieusement volatilisé il y a plusieurs semaines et ne donnerait plus aucun signe de vie. Par ailleurs, Rigsby et Cho tentent d'enquêter officieusement sur l'étrange mort de Bob Kirkland : certains points leur paraissent, légitimement, très bizarres, mais l'agent chargé de l'enquête, Oscar Cordero, s'est empressé de valider la thèse de la tentative d'évasion et a bouclé le dossier en un temps record. À la fin de l'épisode, Patrick Jane apprend, des derniers mots d'une victime de John le Rouge Kira Tinsley, une information cruciale. Kira Tinsley, jeune détective engagée pour séduire Cho et poser des micros dans les bureaux du CBI par John Le Rouge, lui apprend que ce dernier a un tatouage, composé de trois points, sur l'épaule gauche.
Lors du sixième épisode de la sixième saison, diffusé le 3 novembre 2013, Jane décide d'exploiter l'indice décisif, le tatouage, qu'il a obtenu lors du précédent épisode. Il souhaite réunir les cinq suspects restants dans un même lieu et les contraindre à lui montrer en même temps leurs épaules gauches. Bret Stiles, recherché par le FBI pour quelques affaires obscures, est retrouvé abrité dans l'ambassade de l'Équateur, et Jane met au point un stratagème pour lui permettre de quitter les lieux. Jane obtient également l'accord, pour une rencontre, de Gale Bertram, de Reede Smith (qui s'avère être acrophobe) et du shérif Thomas McAllister. Lisbon, pour sa part, convainc Ray Haffner. Jane réunit symboliquement les cinq suspects dans sa maison où, dix ans auparavant, John le Rouge a tué sa femme et sa fille. Il explique aux cinq suspects, tous incrédules, la véritable raison du rendez-vous : « L'un de vous est John le Rouge ». Haffner, furieux qu'on le soupçonne d'être un monstrueux tueur en série, se lève pour quitter les lieux. Jane brandit alors un fusil à pompe et le somme de se rassoir. Mettant en joue les cinq suspects, il assène : « Pendant dix ans, l'un de vous a été très intelligent. Mais la dernière fois, vous avez commis une erreur : avant de mourir, Kira Tinsley a pu me révéler que vous aviez un tatouage : trois points sur l'épaule gauche ». Il ordonne ensuite aux cinq suspects de se déshabiller. Haffner, pressé d'en finir, est le premier à enlever veste et chemise, et montre une épaule gauche vierge, tout comme Bret Stiles. Le regard du Mentalist se porte ensuite sur le shérif Thomas McAllister, qui dévoile une épaule ayant un tatouage composée de trois points. « Ce n'est pas ce que vous croyez... », se défend-il aussitôt. Jane, haineux et ravi à la fois, le somme de se taire, mais le shérif poursuit : « Vous vous trompez ! Je ne suis pas John le Rouge ! ». Jane s'apprête à tirer pour enfin assouvir sa vengeance, mais Bret Stiles le coupe dans son élan en lui disant d'absolument regarder les épaules des deux derniers suspects : Gale Bertram et Reede Smith s'avèrent avoir eux aussi le même tatouage sur l'épaule gauche. Après un moment de flottement, Jane ordonne à Bertram, Smith et McAllister de se lever et d'aller à l'autre bout de la pièce contre le mur. Quelques secondes plus tard, alors que Lisbon, laissée en plan par Jane une heure plus tôt au milieu de nulle part, arrive enfin sur les lieux, la maison explose. Au terme de cet épisode six, il ne reste donc plus que trois suspects pouvant être John le Rouge : Reede Smith, Gale Bertram et le shérif Thomas McAllister.

#### Épisode 7:The Great Red Dragon
Lors du septième épisode de la sixième saison (intitulé The Great Red Dragon), Lisbon, pénétrant dans la maison quelques minutes après l'explosion, trouve quelques morceaux de corps éparpillés un peu partout. Elle tombe sur Reede Smith indemne, mais constate la présence du tatouage sur son épaule gauche. Ne sachant pas à ce moment-là que trois des suspects possèdent le tatouage, elle en conclut hâtivement que l'agent du FBI est John le Rouge et tente de l'appréhender. Smith résiste et parvient à s'enfuir, mais est atteint d'une balle dans l'abdomen. Gale Bertram est également indemne, tandis que Jane est inconscient et doit être hospitalisé. Les analyses ADN des divers restes humains trouvés sur les lieux du drame indiquent, selon les experts du département scientifique du CBI (qui ont fait des analyses ADN), que Bret Stiles, Ray Haffner et Thomas McAllister sont tous trois décédés. Gale Bertram, visiblement très nerveux et inquiet, tente d'assassiner Jane à l'hôpital, mais est interrompu par l'arrivée de Lisbon. Bertram tente alors de jouer de son statut du directeur de CBI pour ordonner à Lisbon de quitter les lieux, mais le réveil, à ce moment précis, de Jane ruine sa tentative et il préfère prendre la fuite. Jane informe son équipe pour les tatouages, et un mandat d'arrestation est immédiatement lancé contre Smith et Bertram, indiquant que l'un d'eux est forcément John le Rouge. Smith se fait soigner en douce chez un docteur, la maison médicale étant surveillée par les agents de police Paul Wiehagen et Oscar Cordero (ce dernier s'étant illustré un peu plus tôt dans la saison en sabordant délibérément l'enquête, dont il avait la charge, sur la mort de Bob Kirkland) qui semblent tous deux couvrir Smith. Le CBI, en épluchant les archives concernant Smith, découvre l'existence de ce docteur, que Smith avait couvert de son indulgence dans une affaire passée et qui lui est donc redevable. Rigsby et Van Pelt se mettent immédiatement en route et sont accueillis par Cordero qui prétend que Wiehagen est à l'intérieur pour appréhender Smith. En réalité, Wiehagen tente de l'exécuter, mais Rigsby et Van Pelt l'en empêchent. S'ensuit une fusillade entre les deux agents du CBI d'une part, et les deux policiers locaux de Sacramento d'autre part, fusillade dont Smith tire profit pour s'enfuir à nouveau. Cordero prend également la poudre d'escampette alors que Wiehagen est maîtrisé et arrêté. Par téléphone, Jane demande à Rigsby de vérifier l'épaule gauche de Wiehagen, et le tatouage aux trois points y figure également. Wiehagen est ramené au CBI pour y être interrogé. Jane exerce tous ses talents de Mentalist et parvient à établir qu'il existe manifestement une organisation secrète corrompue de policiers, magistrats et autres, notamment matérialisée par ce tatouage qui semble être un signe de reconnaissance. Wiehagen ne sait pas qui est John le Rouge. Devant ces révélations, Jane comprend notamment qu'il ne peut plus se fier à personne, au sein des diverses institutions policières et judiciaires, en-dehors de l'équipe de Lisbon. Soudain frappé par un élément précis, il demande à Cho d'aller vérifier le corps de Brett Partridge, l'un des suspects pour être John le Rouge tué dans l'épisode 1. Cho découvre que la peau et la chair ont été brûlées à l'endroit où aurait pu se trouver le fameux tatouage. Lisbon demande à Jane ce qui se passe, et ce dernier lui répond de manière sibylline : « Et toi ? Que crois-tu que cela signifie ? »
Pendant ce temps, Gale Bertram, accompagné de Cordero qui l'a rejoint, se rend dans une banque où il a un compte sous le pseudonyme de « Mister Thomas ». Il se rend dans sa chambre forte et y prélève une forte somme en liquide. Pour sa part, Reede Smith, toujours blessé et à bout, s'effondre dans une ruelle et appelle Van Pelt pour lui notifier qu'il souhaite se rendre : il est blessé et ses ex-amis veulent manifestement le tuer, il n'a donc plus d'autre option. L'appel, effectué depuis un téléphone crypté visiblement mis à disposition des membres de l'organisation secrète, est intercepté par Cordero qui se rend sur les lieux. Il tente de capturer Smith, mais Cho arrive à temps et parvient à sauver Smith et à le ramener au CBI, tandis que Cordero parvient à nouveau à s'enfuir. Interrogé par Jane et Lisbon, Smith passe alors aux aveux : il explique qu'il existe depuis des années, en Californie, une organisation secrète (comprenant des centaines, voire des milliers de membres), connue sous le nom de Blake Association, son ou ses leader(s), à l'identité inconnue, étant manifestement amateur(s) du peintre et poète William Blake. Smith explique qu'il y a un mot de passe, Tiger, Tiger et un tatouage, de trois points sur l'épaule gauche, pour matérialiser l'appartenance à l'organisation. L'agent du FBI révèle également que la Blake Association recrute ses membres parmi la police en découvrant leurs secrets ou leurs bavures, et en effaçant tout en échange de l'intégration et de l'obéissance. Il précise également que la structure est organisée en un nombre important de petits groupes, et qu'il faisait partie de celui notamment composé de Bertram et McAllister. Interrogé sur John le Rouge par Patrick Jane, Reede Smith révèle qu'il sait en effet que le tueur en série fait partie de la Blake Association. Il précise qu'il l'a compris en fournissant, quatre ans auparavant, à un interlocuteur anonyme membre de l'organisation, une accréditation lui permettant de rentrer dans les locaux du CBI, et que c'est grâce à cette accréditation que Rebecca, une complice de John le Rouge, a été tuée, par le serial killer lui-même ou un de ses complices (il s'agit d'une référence directe aux événements de l'épisode 8 de la deuxième saison). Jane demande alors à Smith s'il a tué sa femme et son enfant, s'il est John le Rouge. L'agent du FBI regarde le Mentaliste droit dans les yeux et lui assène en articulant lentement : « Je n'ai pas tué votre femme ni votre fille ». Jane sourit, puis demande à Smith de se décharger définitivement de tous les poids qui pèsent sur ses épaules. Smith avoue alors avoir tué Bob Kirkland car l'agent de la NSA commençait à trop en savoir sur la Blake Association. Jane et Lisbon mettent fin à l'interrogatoire, et Jane indique à Lisbon que Smith a dit la vérité, et que d'ailleurs John le Rouge ne se serait jamais livré de la sorte. La conclusion du Mentaliste est définitive : Reede Smith n'est pas John le Rouge. Il ne reste donc plus qu'un seul suspect sur la liste. Patrick Jane convoque alors une conférence de presse, et informe les médias présents que, après dix ans d'enquête sur le célèbre John le Rouge, il a « enfin un nom et un visage ». Devant un impressionnant parterre de journalistes silencieux et tendus, le Mentaliste annonce : « Le directeur des opérations du CBI, Gale Bertram, est John le Rouge ». Un nouveau mandat d'arrêt est délivré à l'encontre du suspect, tandis que toutes les télévisions diffusent des flashs spéciaux d'informations annonçant la nouvelle et demandant à toute personne ayant vu Gale Bertram de contacter au plus vite les autorités.
Gale Bertram, le soir venu, se trouve au comptoir d'un bar en train de boire du whisky. Après avoir regardé la télévision, le barman l'identifie : l'ex-directeur des opérations au CBI réagit très vite et, saisissant la bouteille de whisky, la casse sur la tête du barman, avant de tuer ce dernier en lui tranchant la gorge. Peu après, le CBI apprend la mort du barman, et il est établi que le suspect Gale Bertram s'est retranché dans la maison de sa tante, située à quelques centaines de mètres du bar. Tous les agents en poste à ce moment-là, et ayant montré qu'ils n'avaient aucun tatouage à l'épaule gauche, se rendent immédiatement sur place, l'opération étant dirigée par Jane et Lisbon. Mais Bertram va parvenir à s'enfuir grâce à un habile stratagème : il a lui-même contacté l'ensemble des polices existantes (locale, FBI, CBI, SWAT…) pour signaler sa présence dans la maison. Chaque service voulant pour lui l'arrestation du mythique John le Rouge, le théâtre des opérations devient très rapidement une pagaille complète. Ayant pris soin de disposer au préalable d'un uniforme des SWAT (qui implique un casque ne permettant aucune identification faciale), Bertram se mêle au joyeux cirque, passant inaperçu et parvient à s'échapper dans une voiture conduite par l'agent Cordero. 
Le septième épisode se conclut par la fermeture du CBI, sur ordre d'un juge fédéral, son directeur ayant été confondu comme étant l'un des pires tueurs en série de l'Histoire et le leader d'une vaste conspiration criminelle impliquant des centaines d'agent de police corrompus. Le FBI local étant lui aussi touché par la corruption, le pouvoir fédéral dépêche au plus vite à Sacramento Dennis Abbott, le directeur du FBI d'Austin, au Texas, avec son équipe. Abbott est chargé de retrouver Bertram et de faire le ménage au sein des polices californiennes. Jane, dépité, préfère quitter les lieux et se rend à l'église adjacente au cimetière où sont enterrées sa femme et sa fille pour un moment de recueillement.

Récapitulatif de l'évolution de la liste des suspects lors des sept premiers épisodes de la sixième saison :
1. Brett Partridge : décédé (épisode 1)
2. Robert « Bob » Kirkland : décédé (épisode 4)
3. Bret Stiles : n'est plus suspecté (épisode 6) ; annoncé décédé (épisode 7)
4. Raymond « Ray » Haffner : n'est plus suspecté (épisode 6) ; annoncé décédé (épisode 7)
5. Shérif Thomas McAllister : annoncé décédé (épisode 7)
6. Reede Smith : n'est plus suspecté (épisode 7)
7. Gale Bertram : publiquement désigné par Patrick Jane comme étant John le Rouge (épisode 7).

#### Épisode 8:Red John(La fin de John le Rouge, en version française)
Le huitième épisode de la sixième saison de Mentalist, intitulé Red John (John le Rouge en version française), a été diffusé le 24 novembre 2013 sur la chaîne américaine CBS et quelques heures plus tôt, à la même date, en version originale sous-titrée sur ITunes (version payante). Il révèle l'identité du tueur John le Rouge et montre la confrontation entre ce dernier et le mentaliste Patrick Jane, héros de la série.
L'épisode se situe tout d'abord dans la continuité de la fin de l'épisode 7. Son début montre la prise de pouvoir du FBI dans le dossier John le Rouge, au grand dam de Patrick Jane qui se morfond dans ses appartements. L'ex-directeur du CBI Gale Bertram, désigné dans l'épisode précédent par le Mentaliste comme étant John le Rouge, est toujours en cavale en compagnie de l'agent Oscar Cordero. S'arrêtant dans une station-service, il en profite pour téléphoner à Patrick Jane et l'inviter à se rencontrer, mais est interrompu par l'irruption d'un policier qui le reconnaît. Une fusillade éclate, et l'agent de police est tué par Cordero qui prend la fuite en compagnie de Bertram. Jane, revigoré par ce coup de téléphone pourtant avorté, se lève, et sort. L'agent du FBI Denis Abott, rapidement appelé à la station-service, constate que Bertram a tenté de contacter Jane, désormais considéré comme, au mieux, quelqu'un qui fait de l'obstruction à l'enquête fédérale, au pire un complice de John le Rouge. Le FBI souhaite l'arrêter, mais Lisbon, Cho, Rigsby et Van Pelt refusent naturellement de leur prêter assistance.
Lisbon retrouve Jane dans un parc public, et le Mentaliste révèle à son équipière, qui tente en vain de le dissuader, que Bertram souhaite le voir, seul. Jane achète un portable 300 dollars à un jeune homme qui passait par là, pour éviter d'utiliser son propre téléphone, et fixe le rendez-vous en exigeant qu'il se déroule à l'église située près du cimetière où sont enterrées sa femme et sa fille. Gale Bertram accepte. Jane met les quelques miettes de pain, qu'il était en train de distribuer aux pigeons pour se détendre, dans sa poche, puis demande à Lisbon de lui prêter son arme, ce qu'elle accepte. Jane est ensuite intercepté par le FBI de Denis Abbot, mais Lisbon, Cho, Rigsby et Van Pelt décident de sacrifier leurs carrières en menaçant, armes au poing, les agents du FBI, contraints de laisser Jane partir. Toute l'équipe du CBI est ensuite placée en état d'arrestation.
À la chapelle, Patrick Jane est accueilli par Oscar Cordero qui le fouille et lui retire le revolver de Lisbon. Puis il est introduit auprès de Bertram, tranquillement assis sur l'un des bancs. L'ex-directeur du CBI indique avoir sollicité ce rendez-vous pour mettre au point un certain nombre de choses. Il se déclare prêt à assumer auprès de Jane les crimes qu'il a pu commettre, mais refuse qu'on lui prête ceux dont il n'est pas l'auteur. Devant l'étonnement du Mentaliste, il se fait finalement plus direct : « Vous faites une terrible erreur : je ne suis pas John le Rouge ». Visiblement incrédule, Jane lui demande de répéter, et Bertram insiste : « Je ne suis pas John le Rouge ». Après quelques secondes de silence au cours desquelles il regarde autour de lui, Jane répond froidement : « Je ne suis pas sûr de vous croire ». Gale Bertram l'invite alors à s'assoir près de lui. Il lui révèle qu'il n'est qu'un petit fantassin, et non un leader, au sein de la Blake Association. Il confirme que John le Rouge fait bien partie de cette organisation, et qu'il en est venu à soupçonner qu'il s'agit probablement de son leader. Mais qu'il ignore de qui il s'agit. Une fois ces précisions faites, Bertram informe Jane qu'il est consterné par tout cela, mais qu'il n'a pas le choix : la Blake Association le voudra mort, et Jane est un obstacle à son entreprise de survie. Il se lève et demande donc à Cordero d'exécuter Patrick Jane. Paniqué, Jane tente d'arguer qu'on peut discuter de la situation calmement alors que Cordero pointe déjà son arme vers lui. Mais soudain, au dernier moment, Cordero change son bras de direction et abat froidement Gale Bertram, visiblement très surpris, d'une balle en plein cœur. Après quelques secondes de flottement, une voix se fait soudain entendre à l'entrée de l'église : « Merci Oscar. Tu peux nous laisser à présent ». Jane se retourne. Le shérif Thomas McAllister, censé pourtant être mort, s'avance dans l'allée centrale de la chapelle. Il sort un revolver de la poche intérieure de sa veste, et dit simplement : « Bonjour, Patrick ». Le fixant intensément du regard, Jane se contente de répondre : « Salut ».
Regardant d'un air navré le corps de Gale Bertram, McAllister laisse tomber un « pauvre exécutant », puis il se tourne vers Patrick Jane et lui révèle qu'il est la Blake Association, autrement dit John le Rouge. Pour appuyer sa révélation, il prend une profonde inspiration pour déguiser sa voix, révélant la voix du tueur en série entendue à quelques reprises, généralement par téléphone, tout au long des six saisons : « Le jeu est fini, et je l'ai gagné ». Souriant, il informe Jane qu'il dispose encore d'un peu de temps s'il a quelques questions à poser avant de mourir. Jane refuse, le qualifiant de « tueur,sadique et un pervers sexuel sociopathe atteint d'une pitoyable folie des grandeurs. Le reste n'est que détails ». Soudain furieux, McAllister demande au Mentaliste : « Mais qui êtes-vous ? Qui êtes-vous pour me juger ? Je ne vous connais pas. Vous ne me connaissez pas ». Jane prend la parole et révèle qu'il a maintenant compris certaines choses : Brett Partridge, le légiste, était membre de la Blake Association et avait manipulé les dossiers médicaux pour qu'un cadavre lambda se voie affublé des données ADN de McAllister (il a été tué une fois le travail réalisé, le risque qu'il comprenne qui est réellement le shérif devenant élevé), qui a ensuite amené le corps dans la maison de Jane (épisode 6), une fois une première bombe assommante déclenchée (le choix de ne tuer que Stiles et Haffner étant délibéré). 
Patrick Jane demande alors à John le Rouge s'il peut lui montrer quelque chose. Après la réponse positive du tueur en série, le Mentaliste dévoile les miettes de pain au creux de sa main, puis sort comme par magie un pigeon, la phobie de McAllister (ce qui démontre que Jane avait anticipé les événements), de sa manche. Profitant de l'instant de surprise, il détache un revolver qu'il avait collé sous un banc de la chapelle (sans doute à la fin de l'épisode 7), abat Cordero qui revenait précipitamment voir ce qui se passait et blesse John le Rouge d'une balle dans l'estomac. Alors qu'il « savoure le moment » et que le serial killer implore grâce, il est interrompu par une complice de John le Rouge qui fait irruption dans la chapelle et tente de le poignarder. Jane parvient à s'en défaire, mais McAllister en profite pour s'enfuir. Le Mentaliste se lance à ses trousses et, après une assez longue cavalcade, parvient à maîtriser un McAllister blessé et à bout de souffle. Jane ne lui pose que deux questions  (« Regrettez-vous d'avoir tué ma femme et ma fille ? » et « Avez-vous peur de la mort ? »), avant de l'étrangler. La longue vengeance de Patrick Jane trouve donc son épilogue au cours de la sixième saison de la série.
Récapitulatif final de l'évolution de la liste des suspects durant la saison 6 :
- Brett Partridge : décédé (épisode 1)
- Bob Kirkland : décédé (épisode 4)
- Ray Haffner : n'est plus suspecté (épisode 6) ; décédé (épisode 7)
- Bret Stiles : n'est plus suspecté (épisode 6) ; décédé (épisode 7)
- Reede Smith : n'est plus suspecté et arrêté (épisode 7)
- Gale Bertram : décédé (épisode 8)
- Shérif Thomas McAllister : est John le Rouge (épisode 8).

## Comportement
Il peut se mettre facilement en colère lorsqu'on parle de lui dans les médias ou lorsque quelqu'un le contrarie. Ce qu'il déteste par-dessus tout sont les moments où il s’aperçoit que des tueurs imitent son travail. Pour cela, il se débarrasse de ces tueurs personnellement qui ne sont que des amateurs. Les complices de John le Rouge lui vouent comme une sorte de culte. Certains d'entre eux n'hésitent pas à se tuer pour protéger l'identité de leur maître. Il n'hésite pas à les sacrifier s'ils peuvent révéler à la police la moindre information le concernant pouvant le compromettre. Ses complices ne sont pas des amis, comme le dit Patrick Jane, mais seulement des instruments. 
John le Rouge tue généralement des femmes le soir chez elle à une heure tardive en dessinant un smiley avec les trois doigts de sa main droite sur le mur avec le sang de ces victimes qui se voit en tout premier lieu dès que l'on rentre sur la scène du crime. 
Son profil psychologique : C'est un sadique et un pervers sexuel sociopathe atteint d'une pitoyable folie des grandeurs, qui est atteint de profond narcissisme et des troubles de la personnalité.  Il aime voir la peur, la terreur dans leurs yeux aux moments de trancher la gorge de ces victimes. C'est ce qui fait la différence entre le réel John le Rouge et ceux qui tentent de faire de même.

## Compétences
John le Rouge est doté d'une intelligence extrême et est un excellent manipulateur, capable de déchiffrer tous les secrets de la vie des gens comme le fait Patrick Jane. Il est considéré comme la version maléfique de Patrick Jane.
Pour accomplir ses méfaits, il utilise des complices, qu'il peut facilement manipuler à sa guise ou qui lui doivent généralement un service.

## Lettre de John le Rouge à Patrick Jane
Version originale (anglais) :

« Dear Mister Jane,

I don't like to be slandered in the media, especially by a dirty money-grubbing fraud. If you were a real psychic, instead of a dishonest little worm, you wouldn't need to open the door to see what I've done to your lovely wife and child. »

Traduction :

« Cher Monsieur Jane,

Je n'aime pas être calomnié dans les médias, surtout par un charlatan mercantile et profiteur. Si vous étiez un vrai médium, et non une petite larve crapuleuse, vous n'auriez pas besoin d'ouvrir cette porte pour voir ce que j'ai fait à votre jolie femme et à votre enfant. »